# Psaliodes annuligera
Psaliodes annuligera là một loài bướm đêm trong họ Geometridae.